# 沃利 (英國國會選區)
沃利（英語：Warley），英國國會一自治市選區，位於英格蘭西米德蘭茲郡，包括桑德韋爾都市自治市南部七個地方選區。
本區自1997年創設以來一直支持工黨。2010年大選自1997起任當區議員的約翰·斯貝勒以52.9%選票成功連任。